# Taggaloe
Taggaloe (Aloe marlothii) är en art familjen afodillväxter från södra Afrika. Taggaloe odlas ibland som krukväxt i Sverige. 

## Underarter
Två underarter kan urskiljas:
- subsp. marlothii - bladytan har taggar, blomsamlingarna blir 30–50 centimeter långa.
- subsp. orientalis - bladytan saknar taggar, blomsamlingarna blir 15–25 centimeter långa.

## Synonymer och auktorer
subsp. marlothii
- Aloe ferox var. xanthostachys A.Berger
- Aloe marlothii var. bicolor Reynolds
- Aloe spectabilis Reynolds
- Aloe supralaevis var. hanburyi Baker

subsp. orientalis Glen & D.S.Hardy